# Honda City
Der Honda City ist ein Kleinwagen des japanischen Fahrzeugherstellers Honda. Ursprünglich wurde der Wagen 1981 auf dem japanischen Markt eingeführt, inzwischen wird er in diversen Ländern angeboten.

## Erste Generation (1981–1986)

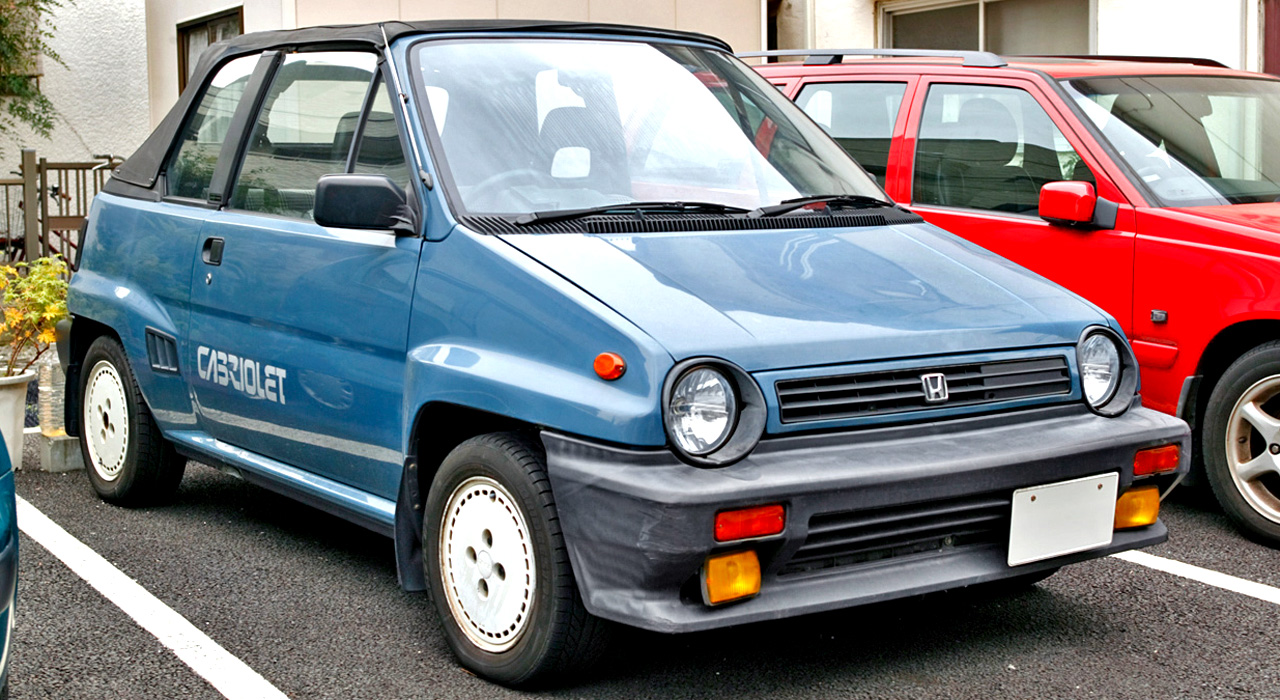
Honda City Cabriolet

Der Honda City wurde erstmals 1981 als dreitüriges Steilheck-Modell produziert und wurde damals ausschließlich auf dem japanischen Markt angeboten. Es folgten eine Cabrio- sowie zwei Turbo-Versionen des City in der ersten Generation. Ausschließlich die normale Steilheck-Version wurde von 1984 bis 1986 in Europa als Honda Jazz angeboten.
Auf der Tokyo Motor Show 1981 wurde der City als Raumwunder dargestellt, da man ein Mini-Motorrad (Motocompo) im Kofferraum unterbringen konnte. Daraufhin wurde er unter seinen Schöpfern als „Tall Boy“ bezeichnet. Aufgrund des sparsamen Verbrauches und dem großen Raumangebot wurde der Honda City sehr schnell zu einem großen Erfolg und erfreute sich größter Beliebtheit bei der japanischen Bevölkerung.
Technisch waren die Motoren zum damaligen Zeitpunkt sehr fortgeschritten. In der Turbo-Version wurde ein 1,2-Liter-Motor mit Turbolader eingesetzt, welcher es mittels PGM-FI (Programmed Fuel Injection; zu deutsch: sequentielle elektronische Benzineinspritzung) auf 100 PS brachte. Eine zusätzliche Ladeluftkühlung schaffte es auf 110 PS für den Turbo II.
Varianten
- R (Basis-Version)
- R Manhattan (Basis-Version mit Hochdach; seit 1983)
- E (Economy; vier Varianten E I bis E IV mit jeweils geringerem Benzinverbrauch)
- U (Nachfolger des R; seit 1985)
- Hypershift (Modell mit computergesteuertem Vorgetriebe)
- Pro (Professional; Kombi-Variante; seit 1983)
- Turbo I (Turbo-Version von 1982 bis 1984)
- Turbo II (Turbo-Version von 1983 bis 1986)
- Cabrio (1984 bis 1986)

### Werkscodes
- Typcode:

AA (R, E, U & Turbo I & II)
FA (Cabrio)
VF (Pro)
- Motorcode:

ER1 (R, E)
ER2 (Cabrio)
ER4 (U)
ER-T (Turbo I & II)

### Technische Daten
| Honda City 1981–1986        |                                               |                                               |                                               |                               |
| Ausführungen                | City R, E, U (AA)                             | City Pro (VF)                                 | City Cabrio (FA)                              | City Turbo (AA)               |
| Motorbauart                 | 4-Zylinder-Reihenmotor, 12 Ventile, SOHC CVCC | 4-Zylinder-Reihenmotor, 12 Ventile, SOHC CVCC | 4-Zylinder-Reihenmotor, 12 Ventile, SOHC CVCC | dito, + PGM-FI, Turbolader    |
| Hubraum                     | 1,2 Liter (1231 cm³)                          | 1,2 Liter (1231 cm³)                          | 1,2 Liter (1231 cm³)                          | 1,2 Liter (1231 cm³)          |
| Leistung                    | 46 kW (63 PS) bei 5000 min−1                  | 45 kW (61 PS) bei 5000 min−1                  | 49 kW (67 PS) bei 5500 min−1                  | 74 kW (100 PS) bei 5500 min−1 |
| max. Drehmoment             | 100 Nm bei 3000 min−1                         | 98 Nm bei 3000 min−1                          | 100 Nm bei 3500 min−1                         | 147 / 160 Nm bei 3000 min−1   |
| Höchstgeschwindigkeit       | 141 km/h                                      | 135 km/h                                      | 150 km/h                                      | 179 km/h                      |
| Beschleunigung (0–100 km/h) | 12,9 s                                        | 13,1 s                                        | 13,7 s                                        | 10,2 s / 10,0 s               |
| Leergewicht in kg           | 655–710 (je nach Ausstattung)                 | 635–660 (je nach Ausstattung)                 | 800–810 (je nach Ausstattung)                 | 735–745 (je nach Ausstattung) |
| Tankinhalt in l             | 41                                            | 41                                            | 41                                            | 41                            |
| Kofferraumvolumen in l      | 205                                           | 205                                           | 205                                           | 205                           |
| Länge/Breite/Höhe in mm     | 3380 / 1570 / 1470                            | 3380 / 1570 / 1470                            | 3420 / 1625 / 1470                            | 3420 / 1625 / 1470            |

## Zweite Generation (1986–1990)
Der Honda City der 2. Generation wurde mit neuem Motor ausgestattet und optisch in vielen Gesichtspunkten geändert. Die Frontpartie wurde dem damals markanten Honda-Gesicht angepasst (siehe auch Honda Civic G3 & G4), ebenso wurde dem Fahrzeug einiges an Höhe genommen.
In dieser Baureihe verzichtete man auf Turbo- bzw. Cabrio-Varianten, allerdings wurde der City 1989 mit einem größeren und stärkeren Motor ausgestattet und in dieser Variante bis 1990 gebaut.

### Werkscodes
- Typcode:

GA1 (1.2 l)
GA2 (1.3 l)
- Motorcode:

D12A (1.2 l)
D13C (1.3 l)

### Technische Daten
| Honda City 1986–1990        |                                          |                                                  |
|                             | GA1 (1.2 l)                              | GA2 (1.3 l)                                      |
| Ausführungen                | BB, EE, GG                               | CE, CE Fit, CG, CZ-i, CR-i                       |
| Motorbauart                 | 4-Zylinder-Reihenmotor, 16 Ventile, SOHC | 4-Zylinder-Reihenmotor, 16 Ventile, SOHC, PGM-FI |
| Hubraum                     | 1,2 Liter (1237 cm³)                     | 1,3 Liter (1296 cm³)                             |
| Leistung                    | 56 kW (76 PS) bei 6500 min−1             | 60 kW (82 PS) bei 6500 min−1                     |
| max. Drehmoment             | 98 Nm bei 4000 min−1                     | 103 Nm bei 4000 min−1                            |
| Höchstgeschwindigkeit       | 150 km/h                                 | 170 km/h                                         |
| Beschleunigung (0–100 km/h) | 13,0 s                                   | 12,2 s                                           |
| Leergewicht in kg           | 680–720 (je nach Ausstattung)            | 730–820 (je nach Ausstattung)                    |
| Tankinhalt in l             | 42                                       | 42                                               |
| Länge/Breite/Höhe in mm     | 3560 / 1620 / 1335                       | 3605 / 1620 / 1335                               |

## Dritte Generation (1996–1999)
Eine dritte Generation des Honda City sollte zunächst nicht erscheinen, bis im Jahre 1996 in Thailand ein neues Honda-Modell auf den Markt kam. Diese vom Honda Civic abgeleitete 4-Türer Limousine wurde nach dem Motto preiswert, ohne billig zu sein gebaut. Der Name City wurde gewählt, weil als Zielgruppe die typisch städtische Familie in dieser Region gewählt wurde. Da dieses Modell im asiatisch-pazifischen Raum großen Erfolg verzeichnete, wurden schon 1997 neue Varianten mit unterschiedlicher Motorisierung angeboten.

### Werkscodes
- Motorcode:

D13B (1.3 l)
B15A (1.5 l)

### Technische Daten
| Honda City 1996–1999        |                                                  |                                                  |
|                             | 1.3 l                                            | 1.5 l                                            |
| Ausführungen                | LX-i, EX-i                                       | LX-i, EX-i, EX-i-AT                              |
| Motorbauart                 | 4-Zylinder-Reihenmotor, 16 Ventile, SOHC, PGM-FI | 4-Zylinder-Reihenmotor, 16 Ventile, SOHC, PGM-FI |
| Hubraum                     | 1,3 Liter (1343 cm³)                             | 1,5 Liter (1493 cm³)                             |
| Leistung                    | 66 kW (90 PS) bei 6500 min−1                     | 74 kW (100 PS) bei 6500 min−1                    |
| max. Drehmoment             | 111 Nm bei 4700 min−1                            | 129 Nm bei 4600 min−1                            |
| Höchstgeschwindigkeit       | 170 km/h                                         | 175 km/h                                         |
| Beschleunigung (0–100 km/h) | 10,0 s                                           | 9,6 s                                            |
| Leergewicht in kg           | 930–980 (je nach Ausstattung)                    | 985–1005 (je nach Ausstattung)                   |
| Länge/Breite/Höhe in mm     | 4225 / 1690 / 1395                               | 4225 / 1690 / 1395                               |

## Vierte Generation (1999–2002)
Die vierte Generation des Honda City zeichnet sich durch zahlreiche Veränderungen gegenüber dem Vorgängermodell aus. So wurde dem Fahrzeug insgesamt eine weichere Linienführung verpasst und zusätzlich optische Veränderungen an Front- und Heckpartie vorgenommen. Zusätzlich zur üblichen Motorisierung war der Honda City 1999 erstmals als VTEC erhältlich.

### Werkscodes
- Motorcode:

D13B (1.3 l)
B15B (1.5 l)
B15C (1.5 l VTEC)

### Technische Daten
| Honda City 1999–2002        |                                                  |                                                  |                               |
|                             | 1.3 l                                            | 1.5 l                                            | 1.5 l VTEC                    |
| Motorbauart                 | 4-Zylinder-Reihenmotor, 16 Ventile, SOHC, PGM-FI | 4-Zylinder-Reihenmotor, 16 Ventile, SOHC, PGM-FI | dito + VTEC                   |
| Hubraum                     | 1,3 Liter (1343 cm³)                             | 1,5 Liter (1493 cm³)                             | 1,5 Liter (1493 cm³)          |
| Leistung                    | 70 kW (95 PS) bei 6500 min−1                     | 77 kW (105 PS) bei 6400 min−1                    | 85 kW (115 PS) bei 6800 min−1 |
| max. Drehmoment             | 119 Nm bei 4700 min−1                            | 135 Nm bei 4600 min−1                            | 139 Nm bei 4600 min−1         |
| Höchstgeschwindigkeit       | 170 km/h                                         | 171 km/h                                         | 181 km/h                      |
| Beschleunigung (0–100 km/h) | 11,7 s                                           | 11,3 s                                           | 10,8 s                        |
| Leergewicht in kg           | 960–980 (je nach Ausstattung)                    | 985–1020 (je nach Ausstattung)                   | 985                           |
| Länge/Breite/Höhe in mm     | 4270 / 1690 / 1375                               | 4270 / 1690 / 1375                               | 4270 / 1690 / 1375            |

## Fünfte Generation (2002–2008)
Im November 2002 wurde eine fünfte Generation des Honda City vorgestellt, die nur im außerjapanischen, asiatischen sowie osteuropäischem Raum auch als Honda City verkauft wurde. In Japan wurde dieser neue Honda als Honda Fit Aria angeboten.
Anfang 2011 erschien in China eine Billigversion als Everus S1. Es handelt sich dabei um das erste Modell einer speziell für den chinesischen Markt erdachten Marke eines nicht-chinesischen Herstellers. Gebaut wird der Wagen wie auch der Vorgänger bei Guangqi Honda Automobile.

### Technische Daten
| Honda Fit Aria 2002–2008 |                                                        |                                                        |                                                        |                                                        |
|                          | GD6                                                    | GD7                                                    | GD8                                                    | GD9                                                    |
| Ausführungen             | 1.3A                                                   | 1.3A (4WD)                                             | 1.5W; 1.5A; 1.5C                                       | 1.5W; 1.5A; 1.5C (4WD)                                 |
| Motorbauart              | 4-Zylinder-Reihenmotor, 8 Ventile, SOHC, i-DSI, PGM-FI | 4-Zylinder-Reihenmotor, 8 Ventile, SOHC, i-DSI, PGM-FI | 4-Zylinder-Reihenmotor, 8 Ventile, SOHC, i-DSI, PGM-FI | 4-Zylinder-Reihenmotor, 8 Ventile, SOHC, i-DSI, PGM-FI |
| Motorcode                | L13A                                                   | L13A                                                   | L15A                                                   | L15A                                                   |
| Hubraum                  | 1,3 Liter (1339 cm³)                                   | 1,3 Liter (1339 cm³)                                   | 1,5 Liter (1496 cm³)                                   | 1,5 Liter (1496 cm³)                                   |
| Leistung                 | 63 kW (86 PS) bei 5700 min−1                           | 63 kW (86 PS) bei 5700 min−1                           | 66 kW (90 PS) bei 5500 min−1                           | 66 kW (90 PS) bei 5500 min−1                           |
| max. Drehmoment          | 119 Nm bei 2800 min−1                                  | 119 Nm bei 2800 min−1                                  | 131 Nm bei 2700 min−1                                  | 131 Nm bei 2700 min−1                                  |
| Leergewicht in kg        | 1025–1120 (je nach Ausstattung)                        | 1025–1120 (je nach Ausstattung)                        | 1025–1120 (je nach Ausstattung)                        | 1025–1120 (je nach Ausstattung)                        |
| Länge/Breite/Höhe in mm  | 4310/1690/1485                                         | 4310/1690/1510                                         | 4310/1690/1485                                         | 4310/1690/1510                                         |

## Sechste Generation (2008–2013)
Im September 2008 wurde in Thailand die sechste Generation des Honda City vorgestellt. Die viertürige Stufenhecklimousine mit einem 1,5-Liter-i-VTEC-Motor wurde vollständig neu entwickelt. Zumindest in Thailand kann das Fahrzeug auch mit Erdgasantrieb bestellt werden.

## Siebte Generation (2013–2023)
2013 kam die siebte Generation des bei Guangqi Honda Automobile gebauten City auf den Markt. Sie wird von einem 1,5-Liter-R4-Ottomotor angetrieben, der 96 kW (131 PS) leistet. Serienmäßig wurde das Fahrzeug mit einem 5-Gang-Schaltgetriebe ausgeliefert, optional war ein stufenloses Getriebe erhältlich.
Im September 2015 präsentierte Hondas anderes Joint Venture Dongfeng Honda Automobile den Greiz, der auf dem City basiert, jedoch sportlicher aussieht. 2016 kam er auf den chinesischen Markt.
2017 wurde das Modell einer Modellpflege unterzogen. 
In Thailand war der Honda City ebenfalls erhältlich. Der 1,5-l-Motor leistet in der Ausführung für Thailand 117 PS und kann wahlweise auch mit E85 betrieben werden. Die Basisausführung ist serienmäßig mit einem manuellen 5-Gang-Getriebe ausgerüstet; ein CVT-Getriebe ist optional verfügbar. Höherwertige Ausstattungslinien sind ausschließlich mit CVT-Getriebe erhältlich.
In Japan war die siebte Generation als Honda Grace erhältlich. Außerdem war dort neben dem global vertriebenen 1,5-Liter-Ottomotor auch eine Variante mit Hybridantrieb erhältlich.

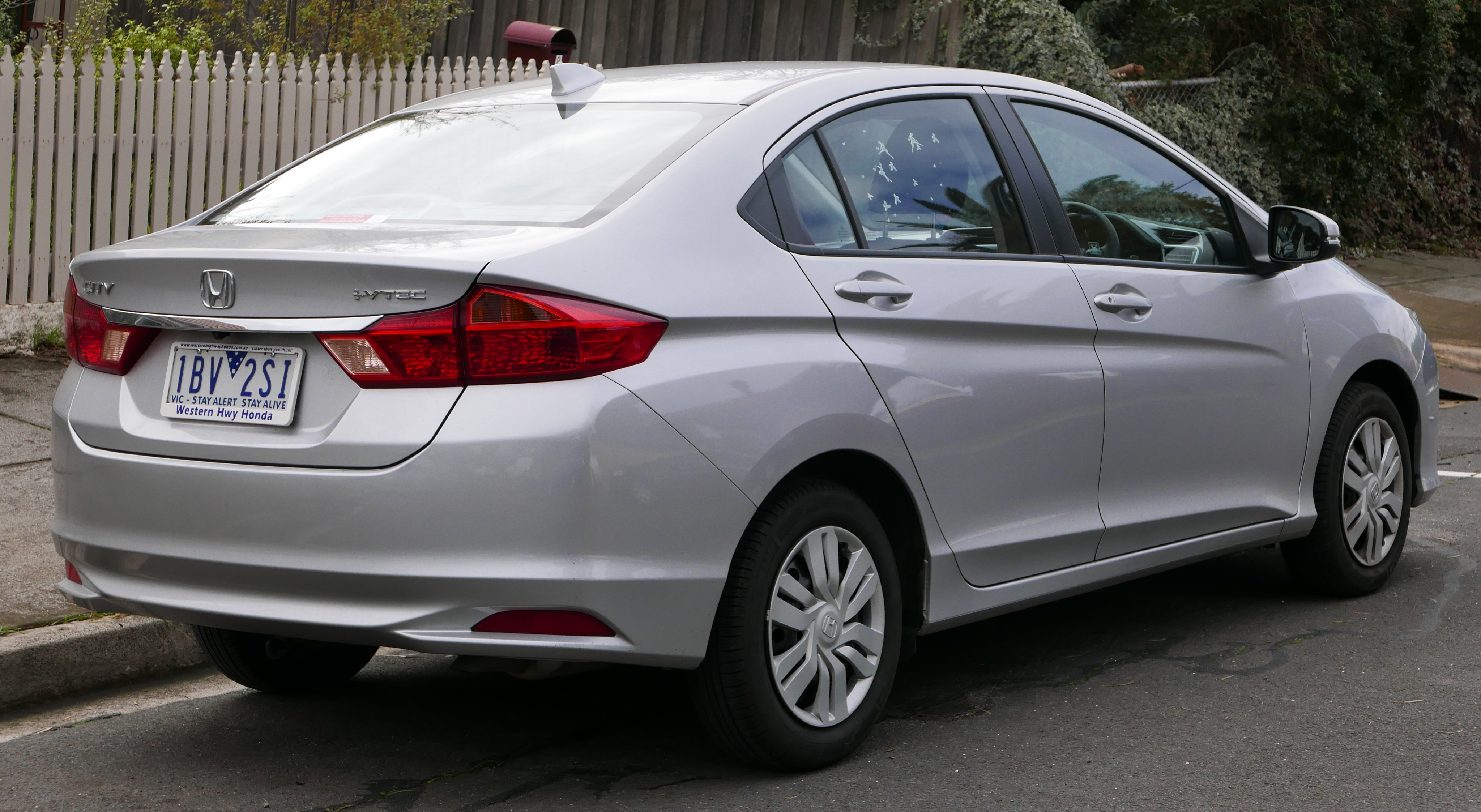
Heckansicht
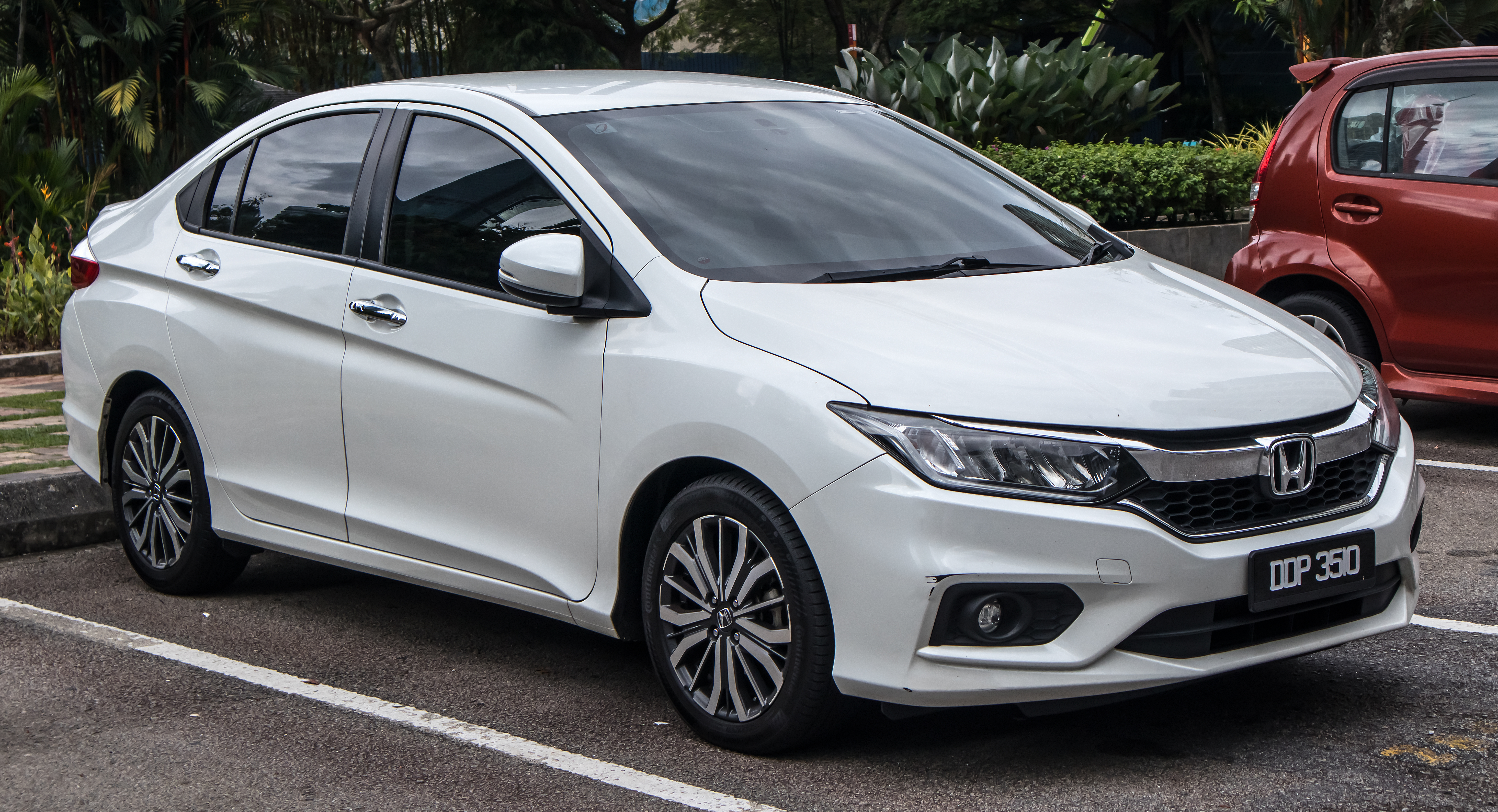
Honda City (2017–2023)
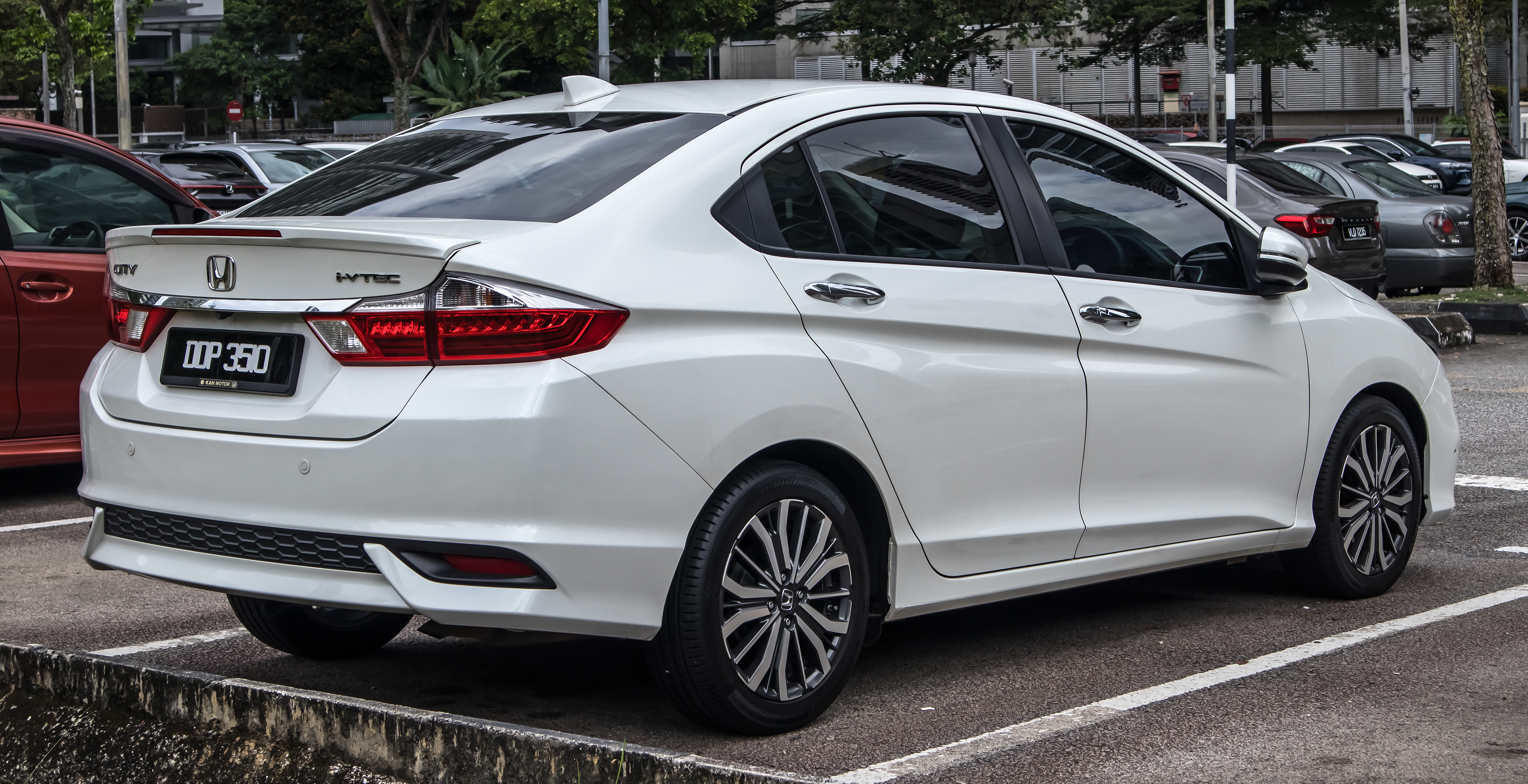
Heckansicht

### Technische Daten
|                                             | 1.5                   |                           |
| Bauzeitraum                                 | 2014–2023             | 2013–2019                 |
| Motorkenndaten                              |                       |                           |
| Motortyp                                    | R4-Ottomotor          | R4-Ottomotor              |
| Hubraum                                     | 1497 cm³              | 1498 cm³                  |
| max. Leistung bei min−1                     | 88 kW (120 PS) / 6600 | 96 kW (131 PS) / 6600     |
| max. Drehmoment bei min−1                   | 145 Nm / 4600         | 155 Nm / 4600             |
| Kraftübertragung                            |                       |                           |
| Antrieb, serienmäßig                        | Vorderradantrieb      | Vorderradantrieb          |
| Getriebe, serienmäßig                       | Stufenloses Getriebe  | 5-Gang-Schaltgetriebe     |
| Getriebe, optional                          | —                     | (Stufenloses Getriebe)    |
| Messwerte                                   |                       |                           |
| Höchstgeschwindigkeit                       | 190 km/h              | 185 km/h                  |
| Beschleunigung, 0–100 km/h                  | 11,1 s                | 10,0 s (10,2 s)           |
| Kraftstoffverbrauch auf 100 km (kombiniert) | 5,8 l Super           | 5,6 l Super (5,4 l Super) |
| Leergewicht                                 | 1078 kg               | 1078 kg (1094 kg)         |

## Achte Generation (seit 2019)
Die achte Generation der Limousine wurde im November 2019 vorgestellt. Der Verkauf startete zunächst in Thailand im Dezember 2019. Weitere asiatische Märkte folgten im Jahr 2020 und 2021. Eine überarbeitete Version debütierte im März 2023. Erstmals seit der zweiten Generation wird das Fahrzeug auch wieder als Schrägheck verkauft. Technisch basiert sie auf dem Honda Jazz GR. In Japan und China wird die Baureihe nicht mehr angeboten.

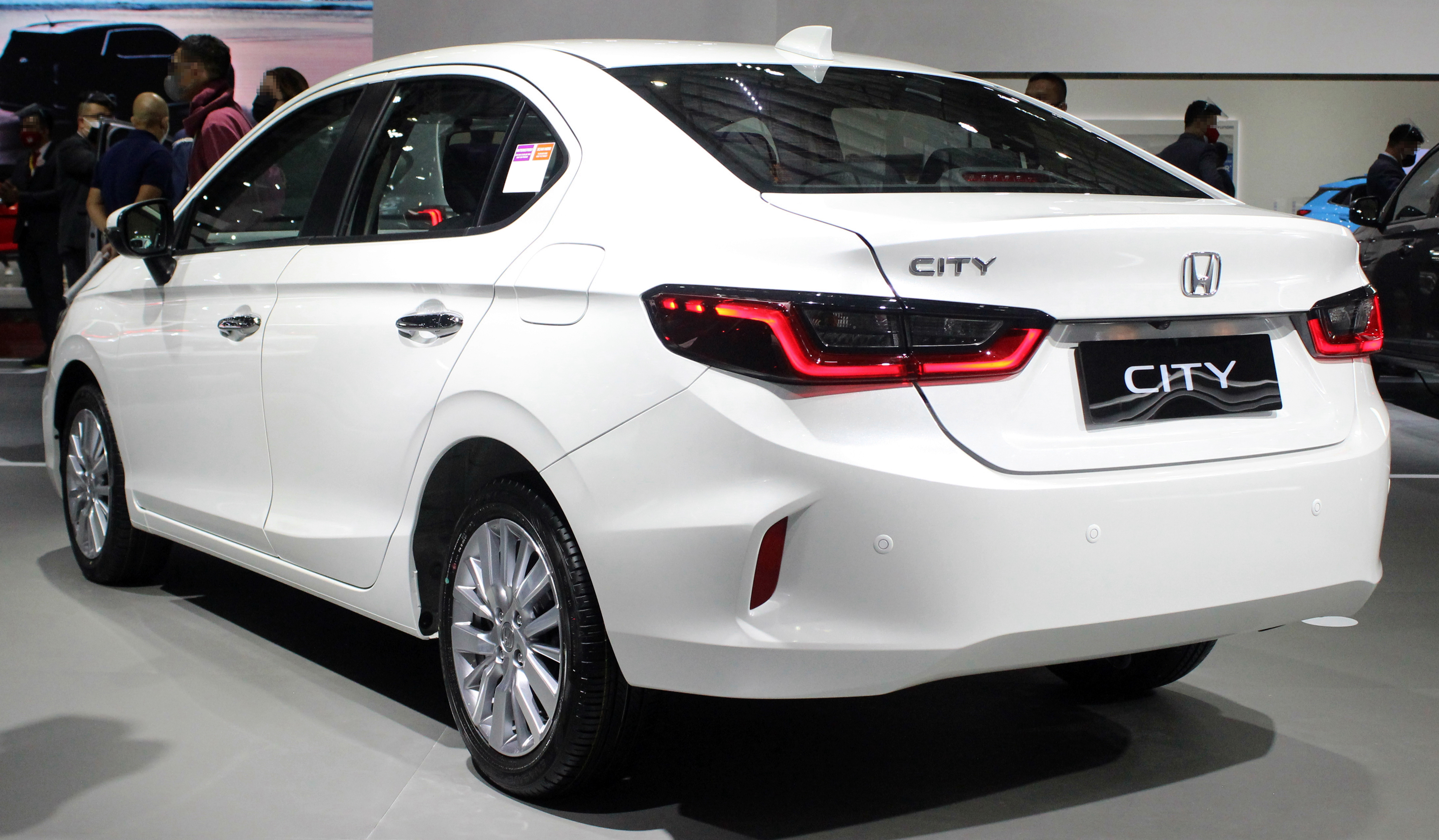
Heckansicht
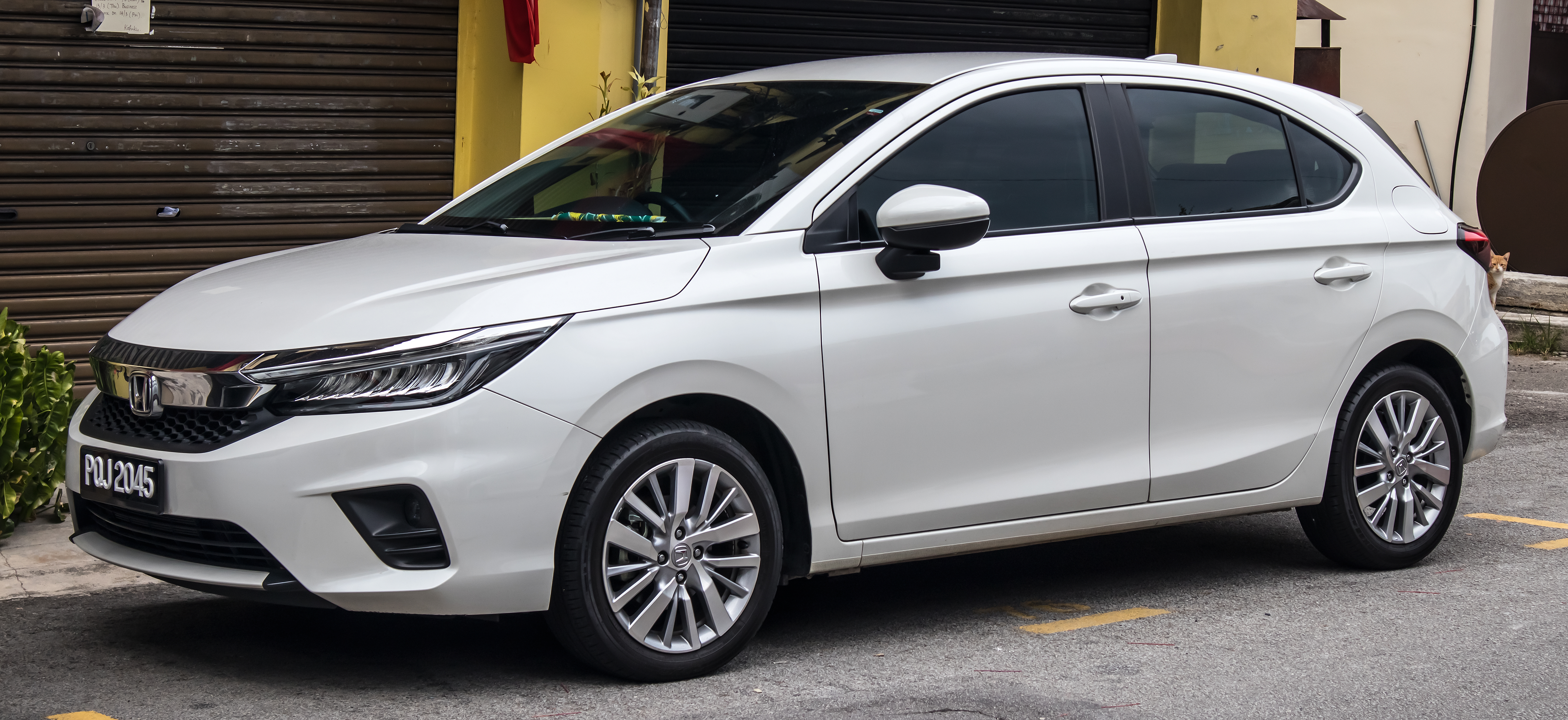
Honda City Schrägheck (2019–2023)
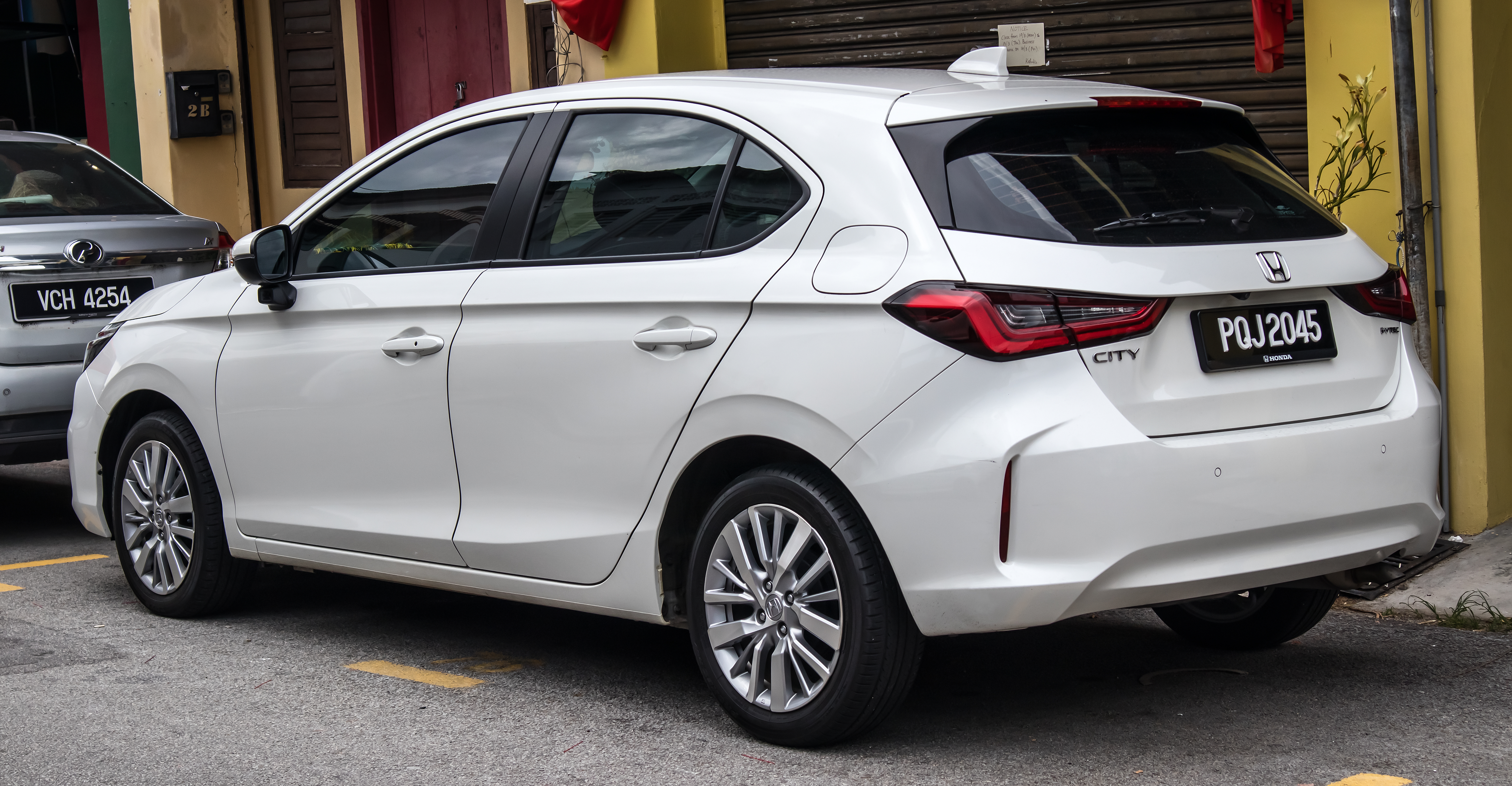
Heckansicht
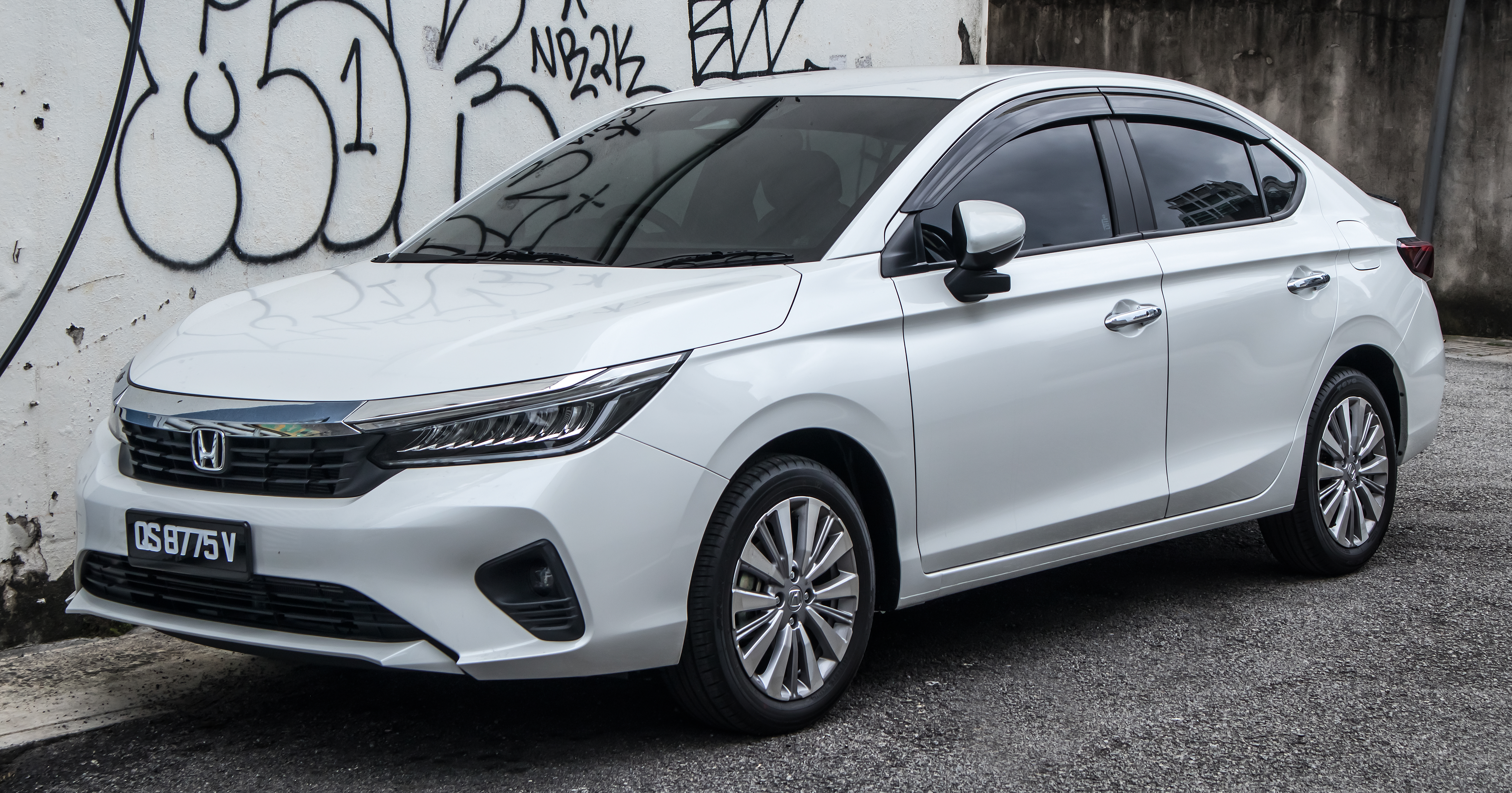
Honda City (seit 2023)
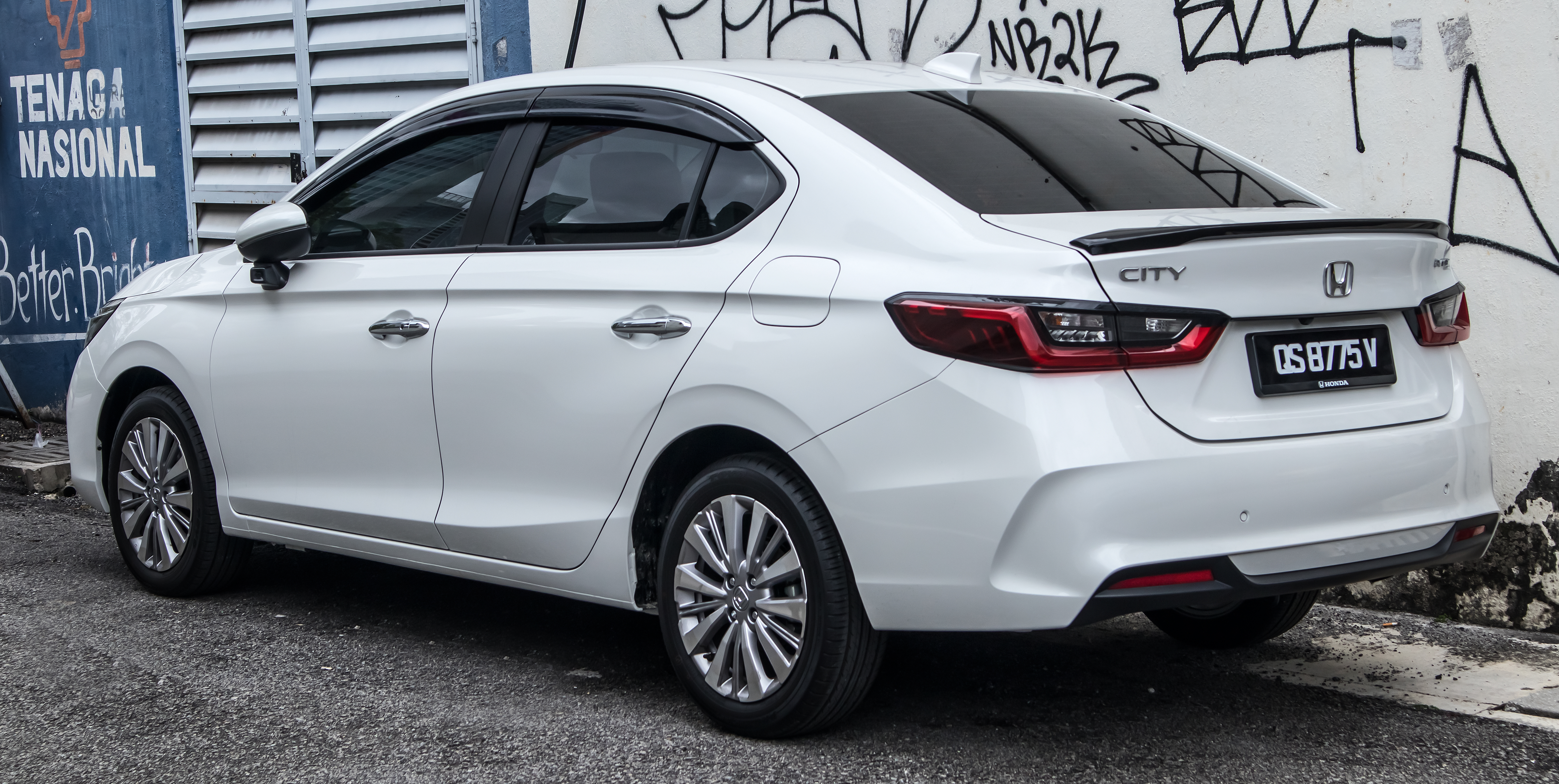
Heckansicht

### Technische Daten
|                                             | 1.0                   | 1.5                   | 1.5 e:HEV                   |
| Bauzeitraum                                 | seit 2019             | seit 2020             | seit 2020                   |
| Motorkenndaten                              |                       |                       |                             |
| Motortyp                                    | R3-Ottomotor          | R4-Ottomotor          | R4-Ottomotor + Elektromotor |
| Hubraum                                     | 988 cm³               | 1498 cm³              | 1498 cm³                    |
| max. Leistung Verbrennungsmotor             | 90 kW (122 PS) / 5500 | 89 kW (121 PS) / 6600 | 72 kW (98 PS) / 5600–6400   |
| max. Leistung Elektromotor                  | —                     | —                     | 80 kW (109 PS) / 3500–8000  |
| max. Drehmoment Verbrennungsmotor           | 173 Nm / 2000–4500    | 145 Nm / 4300         | 127 Nm / 4500–5000          |
| max. Drehmoment Elektromotor                | —                     | —                     | 253 Nm / 0–3000             |
| Kraftübertragung                            |                       |                       |                             |
| Antrieb                                     | Vorderradantrieb      | Vorderradantrieb      | Vorderradantrieb            |
| Getriebe                                    | Stufenloses Getriebe  | Stufenloses Getriebe  | e-CVT (i-MMD)               |
| Messwerte                                   |                       |                       |                             |
| Höchstgeschwindigkeit                       | k. A.                 | 195–196 km/h          | 173–177 km/h                |
| Beschleunigung, 0–100 km/h                  | k. A.                 | 10,2–10,4 s           | 9,9 s                       |
| Kraftstoffverbrauch auf 100 km (kombiniert) | 5,0 l Super           | 5,4–5,6 l Super       | 3,6–3,8 l Super             |
| Leergewicht                                 | 1150–1179 kg          | 1125–1135 kg          | 1246–1250 kg                |